# Juan Luis Guerra

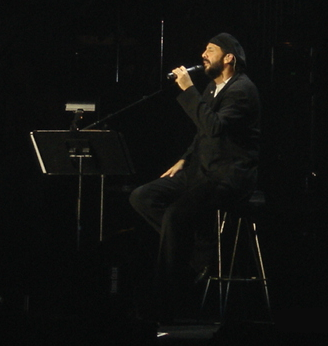
Juan Luis Guerra

Juan Luis Guerra (* 7. Juni 1957 in Santo Domingo) ist ein Sänger, Gitarrist und Komponist aus der Dominikanischen Republik. Er ist der wohl bekannteste Vertreter des Merengue, spielte jedoch auch für den Bachata eine wichtige Rolle.

## Biografie und Diskografie
Juan Luis Guerra wurde in Santo Domingo geboren und verbrachte dort seine Jugend. Nachdem er für ein Jahr an der Universidad Autónoma de Santo Domingo Philosophie und Literatur studiert hatte, wechselte er zum Conservatorio Nacional de Música, wo er ein vierjähriges Studium absolvierte. Guerra war in dieser Zeit ein großer Bewunderer der Kubanischen Nueva Trova. Die Hauptvertreter dieser Musikrichtung waren Pablo Milanés und Silvio Rodríguez.
Nach seinem Studium am Konservatorium in Santo Domingo ging Guerra an das Berklee College of Music in Boston, um dort Komposition und Arrangement zu studieren.
Nach seiner Rückkehr in die Dominikanische Republik brachte er sein erstes Album heraus, Soplando (1984), das er mit einer Gruppe von einheimischen Musikern aufgenommen hatte. Diese Gruppe wurde später als „Los 4:40“ (sprich: cuatro-cuarenta) bekannt, wobei 440 für die Frequenz des Kammertons A von 440 Hz steht.
Es folgten zwei weitere Alben: Mudanza y acarreo, Mientras mas lo pienso… tú. Während es international wenig Anerkennung gab, erlangte die Band einige Berühmtheit im eigenen Land, so dass sie als Repräsentanten der Dominikanischen Republik für das prestigeträchtige OTI-Festival bestimmt wurden.
Ihr nächstes Album erschien 1988 und brachte ihnen ersten internationalen Ruhm. Ojalá que llueva café („Hoffentlich regnet es Kaffee“) schaffte es in vielen lateinamerikanischen Ländern in die Hit-Charts. Es wurde ein Video zu Ojalá que llueva café hergestellt und Juan Luis Guerra und seine 4:40-Band gingen auf Tournee (der große Erfolg des Liedes wurde 1996 mit einer Cover-Version von Café Tacuba neu belebt). Im selben Jahr schied die Sängerin Maridalia Hernández aus und Juan Luis Guerra wurde der alleinige Leadsänger.
Im Jahr 1991 brachten sie ihr nächstes Album heraus: Bachata Rosa. Dieses wurde Guerras bis dahin größter Erfolg und bescherte ihm seinen ersten Grammy.
Mit dem Album Areito (1992) wurde Guerra in der Dominikanischen Republik zu einer eher umstrittenen Figur. Er protestierte mit seinen Liedern gegen die ärmlichen Bedingungen, unter denen viele Dominikaner ihr Leben verbringen müssen, doch manche Kritiker fanden dies befremdlich, da Guerra sich in seinem Leben niemals mit eigener Armut auseinandersetzen musste. Vielleicht dadurch mitbeeinflusst verzichtete man beim nächsten Album Fogaraté (1995) auf Protestlieder.
Sein Album Ni es lo mismo ni es igual (1998) ist ein Werk, das von der Kritik gefeiert wurde. Er gewann damit im Jahr 2000 gleich drei Grammys. Bis 1998 hatte Juan Luis Guerra über 15 Millionen Platten weltweit verkauft. 2004 kam das Album Para ti heraus, das von der Hinwendung Guerras zum Evangelikalismus zeugt. Mit Para ti gewann Juan Luis Guerra 2005 zwei Billboardauszeichnungen. Einmal für das beste Tropical Album und einmal für das beste Gospelalbum in spanischer Sprache. Genauso bekam Juan Luis Guerra für das Album Para ti im November 2005 zwei Grammys, einmal für das beste Gospelalbum in spanischer Sprache und einmal für das beste Tropicallied für Las avispas. 2005 bekam Juan Luis Guerra von der spanischen Akademie der Künste die Auszeichnung Latino de Honor.
2005 ging Juan Luis Guerra auf Tournee. Er gab sechs Konzerte im Madison Square Garden und der Miami Arena, die ausverkauft waren. Dann ging es in Europa weiter: In Spanien gab Juan Luis Guerra ebenfalls sechs Konzerte; außerdem gab er ein Konzert in Italien in Mailand, eins in Holland im Ahoy Sport Palace und eins in Dänemark.
Im Dezember 2005 gab Juan Luis Guerra ein Konzert im Olympiastadion von Santo Domingo vor über 50.000 Fans.

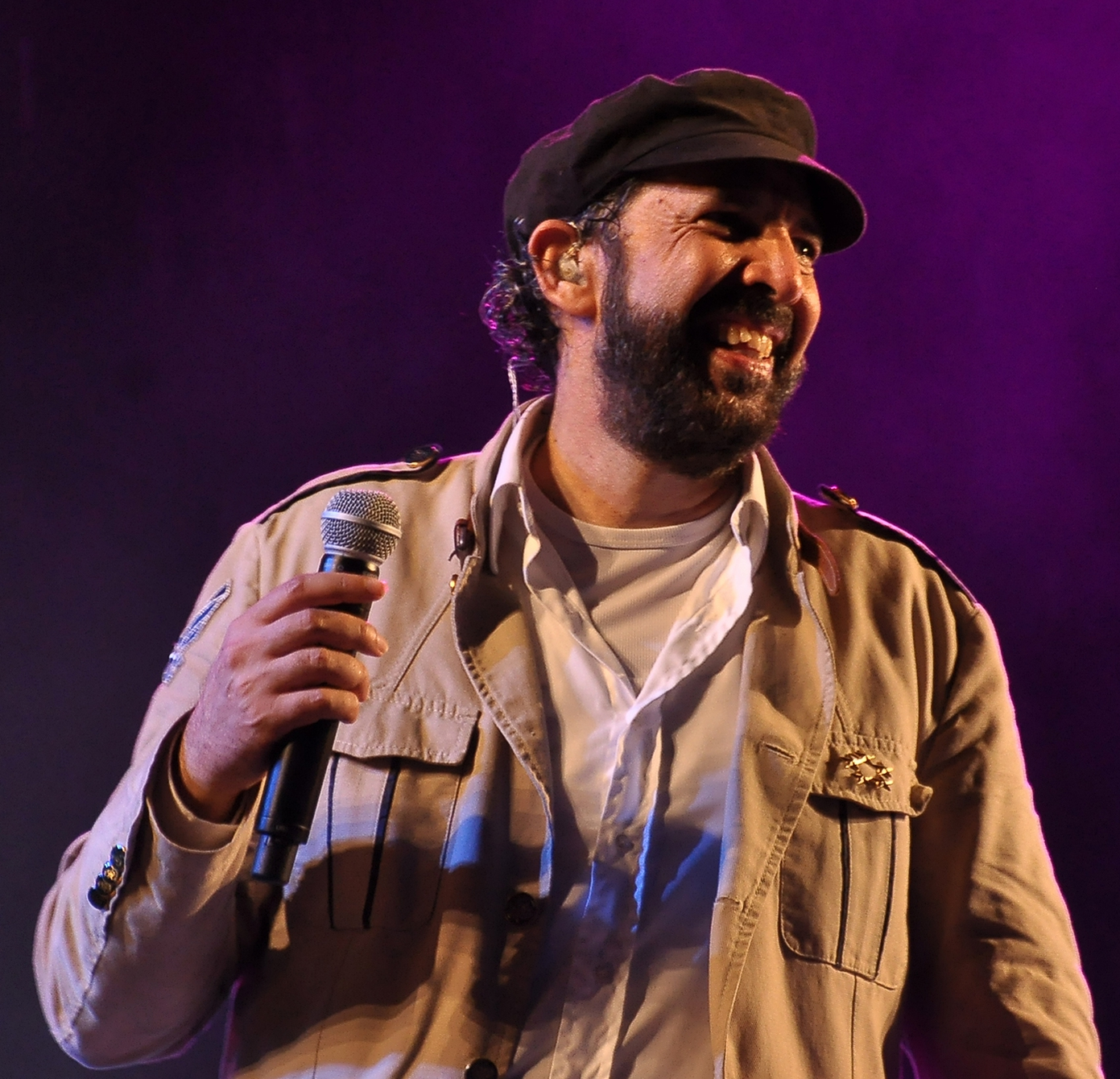
Juan Luis Guerra (2012)

Im Februar 2006 wurde Juan Luis Guerra eingeladen, das Konzert der Rolling Stones in Puerto Rico zu eröffnen. Juan Luis Guerra ist damit der erste lateinamerikanische Künstler, der mit den Rolling Stones aufgetreten ist. Er sang zehn seiner größten Hits.
Am 20. März 2007 kam seine nächste Platte auf den Markt mit dem Titel La llave de mi corazón. Das Album landete auf Platz 1 der Billboard Latin Albums und das Lied La llave de mi corazón war 4 Wochen lang Nr. 1 der Hot Latin Charts. Das Album erreichte Platinstatus in Argentinien und Goldstatus in Spanien. Drei Jahre später folgte die nächste Platte A son de Guerra, die 2010 mit einem Latin Grammy ausgezeichnet wurde. Dieselbe Auszeichnung erhielt er 2012 in der Kategorie Produzent des Jahres.
Sein letztes Album Literal erschien 2019. Im selben Jahr sorgte Guerra beim Karneval in Santa Cruz de Tenerife für einen Besucherrekord, als zu seinem dortigen Konzert 400.000 Menschen erschienen.

## Stil und Bedeutung
Spätestens mit Bachata Rosa avancierte Juan Luis Guerra zu einem international gefeierten Star und zum Übervater des Merengue. Zahlreiche Titel wie Guavaberry, A pedir su Mano, Los mangos, Rosalía, Vale la pena, El beso de la ciguatera, Woman del Callao, Farolito, La bilirrubina, Fogaraté u. a. zeugen hier von seinem nachhaltigen Erfolg. Der Merengue war auch der Ort, wo Guerra in seine Texte sozialkritische Töne einfließen lassen konnte, wie z. B. in El costo de la vida („Lebenshaltungskosten“) oder Visa para un sueño („Visum für einen Traum“, über Auswanderung). Acompáñeme civil erreichte Kult-Status – es handelt von der alltäglichen Polizeikorruption in der Dominikanischen Republik. Einige von Guerras Merengue-Liedern weisen allerdings auch den genretypischen Humor auf (Mi PC, El primo).
Neben dem Merengue hat sich Juan Luis Guerra vor allem auch durch seine Bachatas einen Namen gemacht: Bachata Rosa und Burbujas de amor gehören zu seinen bekanntesten Stücken. Zu Frío frío wurde Guerra durch eine Ballade von Federico García Lorca inspiriert und Como abeja al panal spielt mit verschiedenen Bachata-Rhythmen (Solamente una vez ist der Titel eines bekannten Boleros).
Im Bereich Salsa ist Juan Luis Guerra vor allem mit Carta de amor und Quisiera hervorgetreten.

## Sonstiges
Juan Luis Guerra ist ein Onkel von Amelia Vega, die 2003 zur Miss Universe gewählt wurde und deren Mutter Patricia Polanco auch schon zur Schönheitskönigin gewählt worden war (Miss Dominikanische Republik World, 1980).

## Diskografie

### Studioalben
- 1984: Soplando
- 1985: Mudanza y Acarreo
- 1987: Mientras Más Lo Pienso...Tú
- 1989: Ojalá Que Llueva Café (ES: ×3Dreifachplatin )

| Jahr | Titel                                                   | Höchstplatzierung, Gesamtwochen, AuszeichnungChartplatzierungen (Jahr, Titel, Platzierungen, Wochen, Auszeichnungen, Anmerkungen) | Höchstplatzierung, Gesamtwochen, AuszeichnungChartplatzierungen (Jahr, Titel, Platzierungen, Wochen, Auszeichnungen, Anmerkungen) | Anmerkungen                                                            |
| Jahr | Titel                                                   | Latin | ES | Anmerkungen                                                            |
| ---- | ------------------------------------------------------- | --- | --- | ---------------------------------------------------------------------- |
| 1990 | Bachata Rosa / Romance Rosa                             | Latin19 Platin · (47 Wo.)Latin | ES— ×7SiebenfachplatinES | Erstveröffentlichung: 11. Dezember 1990 Charteinstieg in US-Latin 1993 |
| 1992 | Areito                                                  | Latin9 Platin · (36 Wo.)Latin | ES— ×3DreifachplatinES | Erstveröffentlichung: 8. Dezember 1992 Charteinstieg in US-Latin 1993  |
| 1994 | Fogaraté!                                               | Latin3 (32 Wo.)Latin | ES— PlatinES | Erstveröffentlichung: 8. Juli 1994                                     |
| 1998 | Ni es lo mismo ni es igual                              | Latin4 ×2Doppelplatin · (38 Wo.)Latin                                                                                             | ES— PlatinES | Erstveröffentlichung: 15. Dezember 1998                                |
| 2004 | Para Ti                                                 | Latin2 ×3Dreifachplatin · (41 Wo.)Latin                                                                                           | — | Erstveröffentlichung: 31. August 2004                                  |
| 2007 | La llave de mi corazón                                  | Latin1 (63 Wo.)Latin | ES12 Gold · (71 Wo.)ES | Erstveröffentlichung: 20. März 2007                                    |
| 2010 | A Son de Guerra                                         | Latin2 Platin · (57 Wo.)Latin | ES1 Gold · (40 Wo.)ES | Erstveröffentlichung: 8. Juni 2010                                     |
| 2011 | Ójala que llueva café (Edición espicial 20 aniversario) | — | ES55 (5 Wo.)ES | Erstveröffentlichung: 2011                                             |
| 2012 | Colección cristiana                                     | Latin6 (16 Wo.)Latin | ES41 (10 Wo.)ES | Erstveröffentlichung: 28. Februar 2012                                 |
| 2014 | Todo tiene su hora                                      | Latin1 (30 Wo.)Latin | ES16 (44 Wo.)ES | Erstveröffentlichung: 1. November 2014                                 |
| 2019 | Literal                                                 | Latin31 (2 Wo.)Latin | ES17 (10 Wo.)ES | Erstveröffentlichung: 31. Mai 2019                                     |

grau schraffiert: keine Chartdaten aus diesem Jahr verfügbar

### Livealben
| Jahr | Titel                | Höchstplatzierung, Gesamtwochen, AuszeichnungChartplatzierungen (Jahr, Titel, Platzierungen, Wochen, Auszeichnungen, Anmerkungen) | Höchstplatzierung, Gesamtwochen, AuszeichnungChartplatzierungen (Jahr, Titel, Platzierungen, Wochen, Auszeichnungen, Anmerkungen) | Anmerkungen                        |
| Jahr | Titel                | Latin | ES | Anmerkungen                        |
| ---- | -------------------- | --- | --- | ---------------------------------- |
| 2013 | A Son de Guerra Tour | Latin1 (31 Wo.)Latin | — | Erstveröffentlichung: 14. Mai 2013 |

Weitere Livealben
- 2021: Entre Mar y Palmeras

### Kompilationen
| Jahr | Titel                                                                  | Höchstplatzierung, Gesamtwochen, AuszeichnungChartplatzierungen (Jahr, Titel, Platzierungen, Wochen, Auszeichnungen, Anmerkungen) | Höchstplatzierung, Gesamtwochen, AuszeichnungChartplatzierungen (Jahr, Titel, Platzierungen, Wochen, Auszeichnungen, Anmerkungen) | Anmerkungen                                              |
| Jahr | Titel                                                                  | Latin | ES | Anmerkungen                                              |
| ---- | ---------------------------------------------------------------------- | --- | --- | -------------------------------------------------------- |
| 1995 | Grandes éxitos                                                         | Latin10 (46 Wo.)Latin | ES91 ×3Dreifachplatin · (2 Wo.)ES                                                                                                 | Erstveröffentlichung: 1995 Charteinstieg in ES erst 2006 |
| 2001 | Colección Romantica                                                    | Latin6 Platin · (31 Wo.)Latin | ES— GoldES | Erstveröffentlichung: 6. Februar 2001                    |
| 2007 | Archivo Digital 4.4                                                    | Latin29 (10 Wo.)Latin | — | Erstveröffentlichung: 6. November 2007                   |
| 2010 | Burbujas de amor – 30 grandes canciones románticas de Juan Luis Guerra | — | ES18 (39 Wo.)ES | Erstveröffentlichung: 2010                               |
| 2011 | ¡Que suba la bilirrubina! (Las grandes canciones para bailar)          | — | ES41 (15 Wo.)ES | Erstveröffentlichung: 14. Juni 2011                      |
| 2011 | Antología                                                              | — | ES79 (8 Wo.)ES | Erstveröffentlichung: 29. November 2011                  |
| 2012 | 2012 – Quisiera ser un pez... – Los grandes éxitos                     | — | ES42 (15 Wo.)ES | Erstveröffentlichung: 21. September 2012                 |

grau schraffiert: keine Chartdaten aus diesem Jahr verfügbar
Weitere Kompilationen
- 1988: Éxitos
- 1990: Los Grandes Éxitos
- 2000: The Collection
- 2001: Universo Latino 1

### EPs
- 2020: Privé
- 2023: Radio Güira

### Singles
| Jahr | Titel Album                                     | Höchstplatzierung, Gesamtwochen, AuszeichnungChartplatzierungen (Jahr, Titel, Album, Platzierungen, Wochen, Auszeichnungen, Anmerkungen) | Höchstplatzierung, Gesamtwochen, AuszeichnungChartplatzierungen (Jahr, Titel, Album, Platzierungen, Wochen, Auszeichnungen, Anmerkungen) | Anmerkungen                                           |
| Jahr | Titel Album                                     | Latin | ES | Anmerkungen                                           |
| --- | ----------------------------------------------- | --- | --- | ----------------------------------------------------- |
| 1989 | Ojalá Que Llueva Café                           | Latin21 (6 Wo.)Latin | — | Erstveröffentlichung: 20. März 1989                   |
| 1989 | Como Abeja al Panal Bachata Rosa                | Latin31 (6 Wo.)Latin | — |                                                       |
| 1990 | La Bilirrubina Bachata Rosa                     | Latin9 (19 Wo.)Latin | ES— PlatinES |                                                       |
| 1990 | Burbujas de Amor Bachata Rosa                   | Latin2 (37 Wo.)Latin | ES— GoldES |                                                       |
| 1990 | A Pedir su Mano Bachata Rosa                    | Latin13 (9 Wo.)Latin | — |                                                       |
| 1991 | Estrellitas y Duendes Bachata Rosa              | Latin3 (18 Wo.)Latin | — |                                                       |
| 1991 | Carta de Amor Bachata Rosa                      | Latin35 (4 Wo.)Latin | — |                                                       |
| 1991 | Bachata Rosa                                    | Latin15 (13 Wo.)Latin | ES— GoldES |                                                       |
| 1991 | Frío Frío Areíto                                | Latin4 (23 Wo.)Latin | — | Erstveröffentlichung: August 1991                     |
| 1992 | Estrellitas y Duendes Areíto                    | Latin3 (29 Wo.)Latin | — |                                                       |
| 1992 | Señales de Humo Areíto                          | Latin6 (14 Wo.)Latin | — | Erstveröffentlichung: September 1992                  |
| 1992 | El Costo de la Vida Areíto                      | Latin1 (16 Wo.)Latin | — | Erstveröffentlichung: Dezember 1992                   |
| 1992 | Coronita de Flores Areíto                       | Latin4 (11 Wo.)Latin | — |                                                       |
| 1993 | Mal de Amor Areíto                              | Latin4 (14 Wo.)Latin | — |                                                       |
| 1993 | Rompiendo Fuente Areíto                         | Latin27 (7 Wo.)Latin | — |                                                       |
| 1993 | Cuando Te Beso Areíto                           | Latin28 (5 Wo.)Latin | — |                                                       |
| 1994 | La Cosquillita Fogaraté                         | Latin6 (11 Wo.)Latin | — | Erstveröffentlichung: 21. Juni 1994                   |
| 1994 | Viviré Fogaraté                                 | Latin5 (9 Wo.)Latin | — | Erstveröffentlichung: 30. Mai 1994                    |
| 1995 | El Beso de la Ciguatera Fogaraté                | Latin17 (5 Wo.)Latin | — | Erstveröffentlichung: 23. Januar 1995                 |
| 1998 | Mi PC Fogaraté                                  | Latin1 (13 Wo.)Latin | — | Erstveröffentlichung: 5. Oktober 1998                 |
| 1998 | Palomita Blanca Fogaraté                        | Latin1 (12 Wo.)Latin | — | Erstveröffentlichung: 26. November 1998               |
| 1999 | El Niágara en Bicicleta Fogaraté                | Latin2 (26 Wo.)Latin | — | Erstveröffentlichung: 5. Oktober 1999                 |
| 2001 | Tú (Balada) Colección Romantica                 | Latin28 (4 Wo.)Latin | — |                                                       |
| 2001 | Quisiera Colección Romantica                    | Latin33 (9 Wo.)Latin | — |                                                       |
| 2004 | Las avispas Para Ti                             | Latin4 (24 Wo.)Latin | ES— GoldES |                                                       |
| 2004 | Para Ti                                         | Latin17 (14 Wo.)Latin | — |                                                       |
| 2007 | La llave de mi corazón                          | Latin1 (19 Wo.)Latin | — | Erstveröffentlichung: 22. Januar 2007                 |
| 2007 | Qué Me Des Tu Cariño La llave de mi corazón     | Latin2 (20 Wo.)Latin | — | Erstveröffentlichung: 7. Mai 2007                     |
| 2007 | La Travesía La llave de mi corazón              | Latin3 (31 Wo.)Latin | ES— GoldES | Erstveröffentlichung: 13. August 2007                 |
| 2008 | Cómo Yo La llave de mi corazón                  | Latin18 (20 Wo.)Latin | — | Erstveröffentlichung: 14. Januar 2008                 |
| 2008 | Sólo Tengo Ojos Para Tí La llave de mi corazón  | Latin28 (11 Wo.)Latin | — | Erstveröffentlichung: 31. März 2008                   |
| 2010 | Bachata en Fukuoka A Son de Guerra              | Latin1 (20 Wo.)Latin | ES— PlatinES | Erstveröffentlichung: 22. März 2010                   |
| 2010 | Mi Bendición A Son de Guerra                    | Latin42 (5 Wo.)Latin | — | Erstveröffentlichung: 24. Mai 2010                    |
| 2010 | La Guagua A Son de Guerra                       | Latin23 (11 Wo.)Latin | — | Erstveröffentlichung: 12. Juli 2010                   |
| 2010 | La Calle A Son de Guerra                        | Latin26 (8 Wo.)Latin | — | Erstveröffentlichung: 30. August 2010 feat. Juanes    |
| 2011 | En el Cielo No Hay Hospital Coleccion Cristiana | Latin20 (12 Wo.)Latin | — | Erstveröffentlichung: 16. Dezember 2011               |
| 2013 | Frio, Frio A Son de Guerra Tour                 | Latin16 (20 Wo.)Latin | — | Erstveröffentlichung: 8. März 2013 feat. Romeo Santos |
| 2014 | Tus besos Todo tiene su hora                    | Latin8 (22 Wo.)Latin | ES44 Gold · (3 Wo.)ES | Erstveröffentlichung: 25. August 2014                 |
| 2015 | Todo tiene su hora                              | Latin46 Gold · (1 Wo.)Latin | — | Erstveröffentlichung: 13. Januar 2015                 |
| 2015 | Muchachita Linda Todo tiene su hora             | Latin23 (20 Wo.)Latin | — | Erstveröffentlichung: 27. Mai 2015                    |
| Folgende Lieder erschienen nicht als Single, wurden aber durch das Album zum Download und Streaming bereitgestellt und konnten somit eine Platzierung erlangen: |                                                 | | |                                                       |
| |                                                 | | |                                                       |
| 2015 | Suena la pelota Sirope                          | — | ES73 (1 Wo.)ES | mit Alejandro Sanz                                    |

grau schraffiert: keine Chartdaten aus diesem Jahr verfügbar
Weitere Singles
- 1989: Visa para un sueño
- 1989: Reina Mia
- 1999: La Hormiguita
- 2005: Los Dinteles
- 2010: Lola’s Mambo
- 2011: Apaga y Vámonos
- 2013: Frio Frio
- 2019: Kitipun
- 2019: Corazón Enamorado
- 2019: I Love You More
- 2019: Lámpara Pa’ Mis Pies

### Gastbeiträge
| Jahr | Titel Album                | Höchstplatzierung, Gesamtwochen, AuszeichnungChartplatzierungen (Jahr, Titel, Album, Platzierungen, Wochen, Auszeichnungen, Anmerkungen) | Höchstplatzierung, Gesamtwochen, AuszeichnungChartplatzierungen (Jahr, Titel, Album, Platzierungen, Wochen, Auszeichnungen, Anmerkungen) | Höchstplatzierung, Gesamtwochen, AuszeichnungChartplatzierungen (Jahr, Titel, Album, Platzierungen, Wochen, Auszeichnungen, Anmerkungen) | Anmerkungen                                                                  |
| Jahr | Titel Album                | US | Latin | ES | Anmerkungen                                                                  |
| ---- | -------------------------- | --- | --- | --- | ---------------------------------------------------------------------------- |
| 2006 | Abriendo Caminos Andando   | — | Latin30 (5 Wo.)Latin | — | Erstveröffentlichung: 4. Juli 2006 Diego Torres feat. Juan Luis Guerra       |
| 2010 | Cuando me enamoro Euphoria | US89 (5 Wo.)US | Latin1 (43 Wo.)Latin | ES6 ×2Doppelplatin · (50 Wo.)ES | Erstveröffentlichung: 26. April 2010 Enrique Iglesias feat. Juan Luis Guerra |
| 2014 | Llegaste tú 8              | — | Latin18 (20 Wo.)Latin | ES— PlatinES | Erstveröffentlichung: 25. August 2014 Luis Fonsi feat. Juan Luis Guerra      |
| 2017 | Un besito más              | — | Latin— PlatinLatin | ES34 (7 Wo.)ES | Erstveröffentlichung: 11. Juli 2017 Jesse & Joy feat. Juan Luis Guerra       |

## Auszeichnungen für Musikverkäufe
| Goldene Schallplatte - Argentinien - 2004: für das Album Para Ti - Brasilien - 1992: für das Album Romance Rosa - 2024: für die Single Cuando me enamoro - Chile - 2009: für das Album La llave de mi corazón - Ecuador - 2013: für das Album Asondeguerra Tour - Kolumbien - 2013: für das Album Asondeguerra Tour - Mexiko - 2014: für das Album Asondeguerra Tour - Niederlande - 1991: für das Album Bachata Rosa - Peru - 2015: für das Album Asondeguerra Tour - Spanien - 2024: für das Lied El Niagara en bicicleta | Platin-Schallplatte - Argentinien - 2004: für das Album Grandes Éxitos De Juan Luis Guerra - 2007: für das Album La llave de mi corazón - 2007: für das Album La llave de mi corazón Fan Edition - Kolumbien - 2007: für das Album La llave de mi corazón - Peru - 2015: für das Album Todo tiene su hora - Venezuela - 2007: für das Album La llave de mi corazón 3× Diamantene Schallplatte - Kolumbien - 2015: für das Album Todo tiene su hora |

Anmerkung: Auszeichnungen in Ländern aus den Charttabellen bzw. Chartboxen sind in ebendiesen zu finden.
| Land/RegionAuszeichnungen für Musikverkäufe (Land/Region, Auszeichnungen, Verkäufe, Quellen) | Gold       | Platin       | Diamant     | Verkäufe  | Quellen                         |
| -------------------------------------------------------------------------------------------- | ---------- | ------------ | ----------- | --------- | ------------------------------- |
| Argentinien (CAPIF)                                                                          | Gold1      | 3× Platin3   | —           | 140.000   | capif.org.ar AR2                |
| Brasilien (PMB)                                                                              | 2× Gold2   | —            | —           | 130.000   | pro-musicabr.org.br             |
| Chile (IFPI)                                                                                 | Gold1      | —            | —           | 7.500     | Einzelnachweise                 |
| Ecuador (SOPROFON)                                                                           | Gold1      | —            | —           | 3.000     | Einzelnachweise                 |
| Kolumbien (ASINCOL)                                                                          | Gold1      | Platin1      | 3× Diamant3 | 315.000   | Einzelnachweise                 |
| Mexiko (AMPROFON)                                                                            | Gold1      | —            | —           | 30.000    | amprofon.com.mx                 |
| Niederlande (NVPI)                                                                           | Gold1      | —            | —           | 50.000    | nvpi.nl                         |
| Peru (UNIMPRO)                                                                               | Gold1      | Platin1      | —           | 9.000     | Einzelnachweise                 |
| Spanien (Promusicae)                                                                         | 9× Gold9   | 23× Platin23 | —           | 2.400.000 | elportaldemusica.es ES2 ES3 ES4 |
| Venezuela (APFV)                                                                             | —          | Platin1      | —           | 10.000    | Einzelnachweise                 |
| Vereinigte Staaten (RIAA)                                                                    | Gold1      | 9× Platin9   | —           | 570.000   | riaa.com                        |
| Insgesamt                                                                                    | 19× Gold19 | 38× Platin38 | 3× Diamant3 |           |                                 |